# Depressaria daucella
Depressaria daucella — вид лускокрилих комах родини плоских молей (Depressariidae).

## Поширення

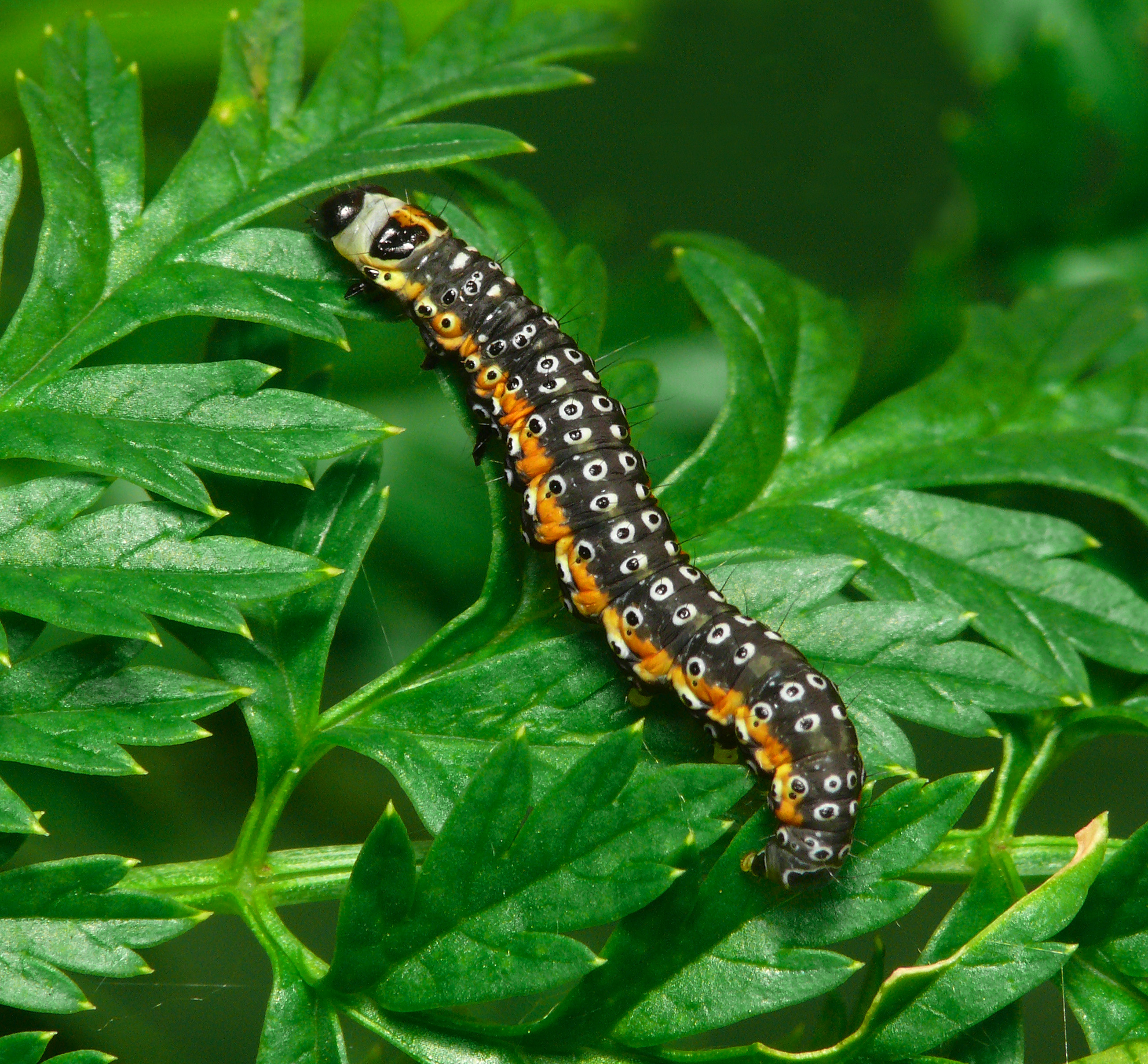
Гусениця

Вид поширений в Європі (крім Балканського півострова) та Північній Америці. Присутній у фауні України.

## Опис
Розмах крил становить 21-24 мм. Передні крила світло-коричневі з темно-коричневими рисками та білим напиленням, іноді з червонуватим відтінком. Задні крила рудувато-білі.
Личинка синювато-сіра з помаранчево-жовтою смугою по боках. По тілу розкидані чорні плями у білому колі. Голова чорна.

## Спосіб життя
Імаго літають з вересня до перших заморозків, а після зимівлі у березні-квітні. Личинки живляться листям та суцвіттям різних видів окружкових. Дозрівши, вони прогризають стінку стебла і заляльковуються в коконі в порожнистій внутрішній частині.